# Route nationale 52a
La route nationale 52a, ou RN 52a, était une route nationale française reliant Longwy à Longlaville et à Pétange au Luxembourg. La RN 52a a été déclassée en RD 918a. Elle offrait l'une des voies d'accès les plus directes du Pays Haut vers Luxembourg mais la rocade de Longwy (RN 52 et RN 218) raccordée à une nouvelle route belge (la RN 830) l'ont reléguée à un trafic local.